# Aquarana
Aquarana – rodzaj płazów bezogonowych z rodziny żabowatych (Ranidae).

## Zasięg występowania
Rodzaj obejmuje gatunki występujące w stanie naturalnym we wschodniej Ameryce Północnej, z wyjątkiem południowej Florydy, na północ do Nowej Szkocji, Nowego Brunszwiku, południowego Quebecu i południowego Ontario w Kanadzie, na zachód do Central Plains i na południe do stanów Hidalgo, Puebla i przyległego Veracruz w Meksyku.

## Systematyka
Rodzaj (w randze podrodzaju w obrębie Rana) zdefiniował w 1992 roku francuski herpetolog Alain Dubois w artykule poświęconym klasyfikacji rodziny żabowatych opublikowanym w czasopiśmie Bulletin Mensuel de la Société Linnéenne de Lyon. Gatunkiem typowym jest (oryginalne oznaczenie) żaba rycząca (A. catesbeiana).

### Etymologia
Aquarana: łac. aqua ‘woda’; rodzaj Rana Linnaeus, 1758.

### Podział systematyczny
Do rodzaju należą następujące gatunki:
- Aquarana catesbeiana (Shaw, 1802) – żaba rycząca[3]
- Aquarana clamitans (Latreille, 1801) – żaba krzykliwa[4]
- Aquarana grylio (Stejneger, 1901) – żaba świńska[3]
- Aquarana heckscheri (Wright, 1924)
- Aquarana okaloosae (Moler, 1985)
- Aquarana septentrionalis (Baird, 1854)
- Aquarana virgatipes (Cope, 1891)